# رينيه شابديلين
رينيه شابديلين هو لاعب هوكي جليد كندي، ولد في 27 سبتمبر 1966 في ويبرن في كندا.

## وصلات خارجية
- رينيه شابديلين على موقع دوري الهوكي الوطني (الإنجليزية)
- رينيه شابديلين على موقع EliteProspects.com (الإنجليزية)
- رينيه شابديلين على موقع HockeyDB.com (الإنجليزية)
- رينيه شابديلين على موقع Hockey-Reference.com (الإنجليزية)